# Ça n'arrive qu'aux autres
Ça n'arrive qu'aux autres (en francès Només els passa als altres), estrenada amb el títol italià Tempo d'amore és una pel·lícula de coproducció franco-italiana del 1971 dirigida per Nadine Trintignant. La pel·lícula es va fer en homenatge a Pauline, la filla de Nadine i Jean-Louis Trintignant morta el 1969. La banda sonora fou composta per Michel Polnareff.

## Sinopsi
Catherine i Marcello formen una parella unida. La seva filla, Camille, de nou mesos, representa per a ells l'eix al voltant del qual gira el seu món. Catherine i Marcello admeten que són feliços i no veuen més enllà de la seva felicitat. Però un dia, el que passa als altres recau en ells: la petita Camille mor. Catherine i Marcello es neguen a acceptar aquest destí: trenquen amb la seva vida passada, els seus amics, els seus éssers estimats i es tanquen al seu apartament. Hi viuen retirats, passant per períodes d'incomprensió. Marcello renuncia a la seva feina; Catherine, quan surt al carrer, passa els seus dies exponent els mèrits de la seva filla a les mares que passegen els seus fills als parcs ... I llavors una nit, cansats d'aquesta decoració que no canvia mai, Catherine i Marcello decideixen marxar lluny, a l'aventura. En un poble on s'aturen, es troben amb un casament. A poc a poc, la vida recupera els seus drets: Catherine i Marcello beuen, ballen, riuen. La seva alegria, al principi artificial, es fa més real. Però a primera hora del matí, la memòria de Camille reapareix en forma de foto antiga oblidada.

## Repartiment
- Catherine Deneuve - Catherine
- Marcello Mastroianni - Marcello
- Serge Marquand - El germà
- Dominique Labourier - Marguerite
- Danièle Lebrun - Sophie
- Catherine Allégret - Dona jove
- Marc Eyraud
- Rosa Chiara Magrini
- Benoît Ferreux
- Marie Trintignant
- Catherine Hiegel
- Edouard Niermans
- Andrée Damant

## Recepció
Fou projectada com a part de la selecció oficial al Festival Internacional de Cinema de Sant Sebastià 1971.